# جمشيدبور
جامشيدبور، المعروفة أيضًا باسم تاتاناغار، هي مدينة صناعية كبرى تقع في شرق الهند، وتُعدّ أكبر مدن ولاية جهارخاند من حيث عدد السكان. تحتل المدينة المرتبة الثانية اقتصاديًا على مستوى الولاية بعد دانباد، وتُصنّف كثالث أكبر منطقة حضرية في المنطقة. ويبلغ عدد سكان المدينة نحو 629,658 نسمة ضمن حدودها الإدارية، فيما يبلغ عدد سكان منطقتها الحضرية الكبرى حوالي 1.3 مليون نسمة. تقع جامشيدبور عند ملتقى نهري سوارناريخا وخاركاي، وتحيط بها تلال دالما.
تأسست المدينة الحديثة في عام 1912 وسُميت نسبة إلى الصناعي الشهير جمشيدجي تاتا، الذي أنشأ أول مصنع للصلب في الهند على أرضها، وأسس مجموعة تاتا الصناعية العملاقة. أدّت المدينة دورًا نشطًا خلال الحرب العالمية الأولى، وكانت هدفًا استراتيجيًا مهمًا خلال الحرب العالمية الثانية. وبعد استقلال الهند، أصبحت جزءًا من ولاية بيهار، وشهدت اضطرابات طائفية عنيفة في عامي 1964 و1979. كما كانت أحد مراكز حركة المطالبة بإنشاء ولاية جديدة، وأصبحت جزءًا من ولاية جهارخاند التي أُنشئت عام 2000.
تُعدّ جامشيدبور مركزًا تجاريًا وصناعيًا مهمًا في الهند، وتتميز بتنوّعها الديموغرافي. وقد حظيت بتصنيفات متقدمة في نظافة المدن وفقًا لتقارير "سواتش سارفكشن"، كما صُنّفت ثاني أفضل مدينة في الهند من حيث جودة الحياة، وتُعدّ من أسرع المدن نموًا على مستوى العالم. وتُعدّ وجهة سياحية محلية بارزة تشتهر بغاباتها ومعابدها القديمة وقصورها الملكية. كما تُعدّ من أوائل "المدن الذكية" في الهند إلى جانب نايا رايبور. المدينة هي مقرّ مقاطعة شرق سينغبوم، وتُعدّ سادسًا وثلاثين من حيث التجمعات الحضرية وسابعًا وسبعين من حيث عدد السكان على مستوى الهند. ومن اللافت أنها المدينة الهندية الوحيدة التي يزيد عدد سكانها عن مليون نسمة دون أن يكون لها مجلس بلدي (بلدية).

## المناخ
يظهر الجدول التالي التغييرات المناخية على مدار السنة لجمشيدبور:
| البيانات المناخية لـجمشيدبور                                             | البيانات المناخية لـجمشيدبور | البيانات المناخية لـجمشيدبور | البيانات المناخية لـجمشيدبور | البيانات المناخية لـجمشيدبور | البيانات المناخية لـجمشيدبور | البيانات المناخية لـجمشيدبور | البيانات المناخية لـجمشيدبور | البيانات المناخية لـجمشيدبور | البيانات المناخية لـجمشيدبور | البيانات المناخية لـجمشيدبور | البيانات المناخية لـجمشيدبور | البيانات المناخية لـجمشيدبور | البيانات المناخية لـجمشيدبور |
| الشهر                                                                    | يناير                        | فبراير                       | مارس                         | أبريل                        | مايو                         | يونيو                        | يوليو                        | أغسطس                        | سبتمبر                       | أكتوبر                       | نوفمبر                       | ديسمبر                       | المعدل السنوي                |
| ------------------------------------------------------------------------ | ---------------------------- | ---------------------------- | ---------------------------- | ---------------------------- | ---------------------------- | ---------------------------- | ---------------------------- | ---------------------------- | ---------------------------- | ---------------------------- | ---------------------------- | ---------------------------- | ---------------------------- |
| الدرجة القصوى °م (°ف)                                                    | 34.6 (94.3)                  | 38.6 (101.5)                 | 42.5 (108.5)                 | 46.3 (115.3)                 | 46.5 (115.7)                 | 46.6 (115.9)                 | 39.7 (103.5)                 | 38.6 (101.5)                 | 36.0 (96.8)                  | 35.8 (96.4)                  | 34.8 (94.6)                  | 32.5 (90.5)                  | 46.6 (115.9)                 |
| متوسط درجة الحرارة الكبرى °م (°ف)                                        | 26.2 (79.2)                  | 29.0 (84.2)                  | 34.2 (93.6)                  | 38.6 (101.5)                 | 38.8 (101.8)                 | 35.9 (96.6)                  | 32.3 (90.1)                  | 31.8 (89.2)                  | 32.1 (89.8)                  | 31.6 (88.9)                  | 29.1 (84.4)                  | 26.2 (79.2)                  | 32.2 (90.0)                  |
| متوسط درجة الحرارة الصغرى °م (°ف)                                        | 09.5 (49.1)                  | 11.2 (52.2)                  | 18.4 (65.1)                  | 23.4 (74.1)                  | 25.5 (77.9)                  | 25.7 (78.3)                  | 25.3 (77.5)                  | 25.1 (77.2)                  | 24.6 (76.3)                  | 21.7 (71.1)                  | 16.5 (61.7)                  | 11.6 (52.9)                  | 19.9 (67.8)                  |
| أدنى درجة حرارة °م (°ف)                                                  | 2.4 (36.3)                   | 6.0 (42.8)                   | 10.0 (50.0)                  | 16.2 (61.2)                  | 17.7 (63.9)                  | 16.4 (61.5)                  | 20.7 (69.3)                  | 18.4 (65.1)                  | 18.9 (66.0)                  | 11.2 (52.2)                  | 4.6 (40.3)                   | 1.5 (34.7)                   | 1.5 (34.7)                   |
| الهطول مم (إنش)                                                          | 14.7 (0.58)                  | 26.8 (1.06)                  | 33.0 (1.30)                  | 36.2 (1.43)                  | 79.5 (3.13)                  | 267.7 (10.54)                | 331.1 (13.04)                | 354.7 (13.96)                | 260.5 (10.26)                | 80.5 (3.17)                  | 10.1 (0.40)                  | 13.5 (0.53)                  | 1٬508٫5 (59.39)              |
| متوسط الأيام الممطرة                                                     | 1.6                          | 1.9                          | 2.5                          | 3.3                          | 5.8                          | 11.7                         | 16.1                         | 16.3                         | 11.8                         | 4.4                          | 1.0                          | 1.0                          | 77.5                         |
| المصدر: India Meteorological Department (record high and low up to 2010) |                              |                              |                              |                              |                              |                              |                              |                              |                              |                              |                              |                              |                              |

## أعلام
- امتياز علي
- مانغال سينغ تشامبيا
- ديباك موندال
- فارون هارون
- براتيوشا بانيرجي